# Udma
Udma è una suddivisione dell'India, classificata come census town, di 8.144 abitanti, situata nel distretto di Kasaragod, nello stato federato del Kerala. In base al numero di abitanti la città rientra nella classe V (da 5.000 a 9.999 persone).

## Geografia fisica
La città è situata a 12° 26' 23 N e 75° 01' 28 E.

## Società

### Evoluzione demografica
Al censimento del 2001 la popolazione di Udma assommava a 8.144 persone, delle quali 3.746 maschi e 4.398 femmine. I bambini di età inferiore o uguale ai sei anni assommavano a 1.069, dei quali 548 maschi e 521 femmine. Infine, coloro che erano in grado di saper almeno leggere e scrivere erano 6.121, dei quali 2.989 maschi e 3.132 femmine.